# Personalstärke
Personalstärke ist im Personalwesen die tatsächlich für den Arbeitseinsatz verfügbare arbeitsfähige Anzahl des Personals. Personalstärke wird oft mit Militär, Polizei oder Behörden assoziiert, doch wird der Begriff auch in der Privatwirtschaft verwendet. Ausgangspunkt ist der Stellenplan, der eine bestimmte Sollstärke für das Personal vorgibt: Die Sollstärke repräsentiert die tatsächlich verfügbaren Arbeitskräfte, während die Personalkapazität auch die vorhandenen, aber nicht einsetzbaren Arbeitskräfte umfasst. Krank gemeldete oder in Urlaub befindliche Mitarbeiter sind in der Personalkapazität erfasst, nicht jedoch in der Personalstärke. Ein ähnlicher Begriff ist Personaldecke als Gesamtheit der Personen, die für bestimmte Aufgaben zur Verfügung stehen, was in Wirtschaft und Sport verwendet wird. Weitere ähnliche Begriffe sind Belegschaftsstärke oder Personalausstattung.

## Personalstärke im öffentlichen Dienst
Bei Hilfsorganisationen, Katastrophenschutz (wie Technisches Hilfswerk), Militär, Polizei und Rettungsdiensten (im Folgenden zusammenfassend Einsatzorganisation) spielt die Personalstärke wegen der sofortigen Einsatzbereitschaft der Einsatzkräfte eine besondere Rolle.

### Militär
Die Dimensionierung der Personalstärke von Armeen (Truppenstärke) gehört zu den schwierigsten Gebieten der Personalplanung und des Personalmanagements. Dabei wird differenziert zwischen Friedensstärke und Aufwuchsstärke. Im Verteidigungsfall kommen zur Friedensstärke noch Reservisten hinzu, die dann erreichte Stärke bezeichnet man als Aufwuchsstärke. Die Truppenstärke ist in Deutschland durch den Zwei-plus-Vier-Vertrag (Artikel 3 Abs. 2), welcher am 12. September 1990 unterzeichnet wurde, auf eine maximale Stärke von 370.000 Soldaten (davon maximal 345.000 Soldaten der Land- und Luftstreitkräfte) begrenzt. Wird bei einem Kampf die Mindeststärke unterschritten, so wird in der Regel – bei rational geleiteten Überlegungen – der Rückzug oder das rasche Nachrücken benachbarter Kräfte befohlen. In der militärischen Taktik ist die Kenntnis der Stärke der eigenen sowie der feindlichen Kräfte wie auch die Lage und die Bewaffnung von herausragender Bedeutung für einen Erfolg.
Die Erfassung der Stärke – beim Militär und bei geschlossenen Einheiten der Polizei in der Regel beim Antreten – erfolgt von der untersten Hierarchiestufe nach oben zur Führung, wo die Stärken gesammelt und ausgewertet werden. Die Führung entscheidet auch über die Frequenz der abzusetzenden Meldungen und über Ausnahmen bezüglich dieses Meldeweges.

#### Bundeswehr
Die Bundeswehr unterscheidet bei der Angabe der Stärke zwischen Offizieren, Unteroffizieren mit Portepee, Unteroffizieren ohne Portepee und Mannschaften. Die Meldung ist u. a. nach Feuerpausen im Gefecht erforderlich, um die Zahl der Verluste (Gefallene und Verwundete) festzustellen. Ferner müssen Ausfälle ersetzt werden, und es muss entschieden werden, ob die Kampfkraft weiterhin besteht, um den Auftrag fortzuführen. In Stärke- und Ausstattungsnachweisungen (StAN) wurde zwischen Friedensstärke und der Verteidigungsfallstärke im Mobilmachungsfall unterschieden. Die Sollorganisation kennt die Begriffe der Sollstärke und der Iststärke. Als Sollstärke wird bei der Bundeswehr die Anzahl der im Stellenplan der Sollorganisation ausgewiesenen Soldaten bezeichnet, Iststärke sind die sofort gefechtsbereiten Soldaten.

### Polizei
Bei der deutschen Polizei wird die Stärke nach der Angehörigkeit der Laufbahnen des mittleren (mPVD), gehobenen (gPVD) und höheren Dienstes (hPVD) aufgeschlüsselt. Die beispielhafte Stärke 114/9/1 bedeutet: 114 Angehörige des mPVD, 9 des gPVD und 1 des hPVD.
Jede deutsche Polizeidienststelle gibt zu Beginn des Tages eine Stärkemeldung an die vorgesetzte Dienststelle weiter. Diese Lagemeldung dient als Grundlage für den Personaleinsatz und somit für die Taktik der Polizei. Sie ist ferner zur Bewältigung polizeilicher Lagen von erheblicher Bedeutung.
Die Personalstärke richtet sich nach dem geplanten Kräfteansatz (benötigte Kräfte und deren Zusammensetzung) sowie organisatorisch zusätzlich aus dem Stellenplan.

### Feuerwehr und Katastrophenschutz
In allen im Katastrophenschutz bzw. im Zivilschutz mitwirkenden Organisationen erfolgt die Stärkemeldung in Anlehnung an die Stärkemeldung der NATO.

### Darstellung

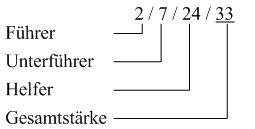
Personalstärke einer Einsatzeinheit

Hierbei ist es üblich, die Personalstärke einer Organisationseinheit mit durch Schrägstrich getrennten Zahlengruppen anzugeben. Diese geben Aufschluss über die personelle Zusammensetzung der Einheit unterteilt
- beim Militär nach Offizieren, Unteroffizieren mit Portepee, Unteroffizieren ohne Portepee und Mannschaften,
- im Rettungsdienst und Katastrophenschutz nach Führern, Unterführern und Helfern.

Die letzte Zahl wird bei der schriftlichen Dokumentation unterstrichen und gibt die Gesamtstärke an (gesprochen: „Stärke: Zwo, Sieben, Vierundzwanzig – Gesamt: Dreiunddreißig.“)

## Wirtschaftliche Aspekte
Die Personalkapazität wird bestimmt durch die Zahl der Beschäftigten, deren Qualifikation, die Arbeitszeit ihres Einsatzes sowie Arbeitsort und Arbeitsdisposition. Bei den Einsatzorganisationen ist sie meist an der mittleren Arbeitsbelastung auszurichten. Für besondere Situationen der Überbeschäftigung müssen eventuell Reservekapazitäten vorgehalten (Einsatzhundertschaft, Reservisten, Springer), benachbarte Dienste oder eine Arbeitnehmerüberlassung zur Unterstützung angefordert werden.
Meist kann davon ausgegangen werden, dass eine dauerhafte Personalstärke von <80 % der Soll-Belegschaft eine Unterbesetzung bedeutet. Sie kann temporär bereits durch Urlaub und/oder Krankenstand oder Fluktuation vieler Arbeitskräfte ausgelöst werden. Eine Überbesetzung bedeutet, dass die tatsächlich vorhandene Mitarbeiterzahl die Personalstärke übertrifft. Eine nicht lediglich temporäre Unterbesetzung kann auf zwei Ursachen zurückzuführen sein. Einerseits könnten Arbeitsplätze oder Planstellen, für die eine bestimmte Qualifikation erforderlich ist, nicht anhand vorliegender externer Bewerbungen oder durch interne Springer besetzt werden (Fachkräftemangel). Andererseits kann es sich um eine durch das Unternehmen oder die Verwaltung geplante Maßnahme handeln, um eine Kostensenkung bei Personalkosten herbeizuführen. Hierdurch kommt es zu einer Arbeitsverdichtung bei vorhandenem Personal, dessen Arbeitsproduktivität durch erhöhte Arbeitsintensität zunimmt. Bei den betroffenen Mitarbeitern wirkt sich diese Arbeitsverdichtung wie eine Überbeschäftigung aus. Besteht keine Möglichkeit der Flexibilisierung, werden Abteilungen oft systematisch unterbesetzt. Eine Überbesetzung ist bei den Einsatzorganisationen wegen knapper Haushaltsmittel eher unwahrscheinlich.